# 飾眼蟾魚
飾眼蟾魚（学名：Riekertia ellisi），為輻鰭魚綱蟾魚目蟾魚科飾眼蟾魚屬的其中一種，該物種已知僅分布於南非海域，體長可達29公分，為底棲性魚類。

## 外部連結
- 飾眼蟾魚的圖片[永久]